# Karl-Heinrich Brenner
Karl-Heinrich Brenner (Mannheim, 1º maggio 1895 – Karlsruhe, 14 febbraio 1954) è stato un generale tedesco delle Waffen-SS durante la seconda guerra mondiale.

## Biografia
Brenner detenne il grado di SS-Gruppenführer und Generalleutnant der Polizei durante l'epoca nazista. Fu decorato con la Croce di Cavaliere della Croce di Ferro.